# Mordet i prästgården (pjäs)
Mordet i prästgården (engelska: Murder at the Vicarage) är en pjäs från 1949 av Moie Charles och Barbara Toy, baserad på romanen med samma namn från 1930 av Agatha Christie. Christies officiella självbiografi antyder att pjäsen skrevs av Christie med ändringar som sedan gjordes av Charles och Toy, förmodligen tillräckligt för att de skulle ta åt sig äran. Oavsett sanningshalten i författarskapet var Christie entusiastisk över pjäsen och deltog i repetitionerna och närvarade vid premiären.
Pjäsen, som sattes upp 1949–1950, var första gången som karaktären miss Marple porträtterades utanför romanerna och novellerna.

## Londonuppsättning
Pjäsen hade premiär på New Theatre i Northampton den 17 oktober 1949 innan den flyttades till Playhouse Theatre i West End där den hade premiär den 16 december 1949. Pjäsen var första gången som Christies karaktär miss Marple skildrades utanför de ursprungliga böckerna och hon porträtterades av Barbara Mullen. Regissör var Reginald Tate som också spelade rollen som Lawrence Redding. Pjäsen spelades 126 gånger och avslutades den 1 april 1950.

## Mottagande
I sitt nummer av den 15 december 1949 gav The Times en föga entusiastisk recension som började: "Alla har ett motiv för att döda. Ingen, tyvärr, har någon bra scenisk anledning att leva. Det är först i slutscenen - händelsernas tryck som sedan tvingar två av karaktärerna till melodramatiskt liv - som vi blir medvetna om att det trots allt fanns en effektiv enaktare i miss Christies roman". Den icke namngivne recensenten klagade över "prästgårdens vandrande chiffer" och "den tämligen tunna teatraliska upphetsningen i först den ena, sedan den andra bekännelsen, vilka båda möjligen upphäver varandra". Trots dessa kommentarer fick både skådespelarna och regin beröm.
Ivor Brown, som recenserade pjäsen i The Observer den 18 december 1949, sade: "Barbara Mullen är utmärkt som den skarpögda Miss Marple, tillsammans med Reginald Tate som den tvivelaktige målaren och Jack Lambert som den trevliga, tråkiga, plikttrogna kyrkoherden, ger West End-kvalitet till en produktion som annars är på en mindre upphöjd nivå. Det hela kunde ha gjorts mer effektivt genom bättre rollbesättning av vissa delar, men ensemblen, som började med en nervös överbetoning och slog oss över huvudet med sina repliker, stabiliserades i halvtid och den andra akten var mycket mer övertygande än den första."

## Saunders nationella turné
Efter att ha stängt i West End plockades den upp senare samma år av Peter Saunders för en nationell turné eftersom han var desperat att ta igen sina förluster från en misslyckad uppsättning av Sir Arthur Conan Doyles bok från 1913, Giftbältet. Han kom på idén att namnet på skådespelarna som medverkade i produktionen inte skulle spela någon roll eftersom Christie själv var ett tillräckligt offentligt namn för att locka publiken. Han annonserade därför pjäsen som Agatha Christies "Mordet i prästgården" snarare än "Mordet i prästgården" av Agatha Christie. Detta lilla knep fungerade. Han tog igen vad han hade förlorat.
Ännu viktigare var att han uppmärksammade Christie som, irriterad över de långsamma framstegen hos den vanliga producenten av hennes pjäser, Bertie Meyer, erbjöd hennes senaste pjäs Gropen till Saunders istället.  Det var starten på ett samarbete mellan Saunders och Christie som skulle vara i många år och kulminera i Råttfällan pjäsen med den längsta pågående originalspelandet i teaterhistorien.

## Scener
Handlingen i pjäsen utspelar sig i en prästgård på landet, nutid.
AKT I
- SCEN 1 - En tisdag på sommaren. Eftermiddag.
- SCEN 2 - Dagen därpå. 18.45.
- SCEN 3 - Torsdag morgon.

AKT II
- SCEN 1 - Följande söndag. Sen eftermiddag.
- SCEN 2 - En och en halv timme senare.